# 张梦山
张梦山（1923年7月—2023年1月3日），河北安国人，中国人民解放军副兵团职离休干部、原沈阳军区空军副政委。

## 生平
张梦山1938年3月参加革命工作，1939年9月加入中国共产党，1941年5月入伍。历任营长，宣传干事，组织股长，副科长，团政治处副主任、主任，团副政委、政委，师政治部副主任、主任，师副政委、政委，沈阳军区空军政治部副主任、主任等职。1955年被授予大校军衔。
2023年1月3日，张梦山因病于沈阳逝世，享年100岁。讣告刊登在2月4日的《解放军报》。